# Космос-2054
Космос-2054 је један од преко 2400 совјетских вјештачких сателита лансираних у оквиру програма Космос.
Космос-2054 је лансиран са космодрома Тјуратам, Бајконур, СССР, 27. децембра 1989. Ракета-носач Протон-К је поставила сателит у орбиту око планете Земље. Маса сателита при лансирању је износила 2150 килограма. Космос-2054 је био војни комуникациони сателит.